# Aska Cambridge
Aska Cambridge (Japans: ケンブリッジ 飛鳥 アントニオ, Kemburijji Asuka Antonio) (Spanish Town, 31 mei 1993) is een Japans sprinter. Hij nam eenmaal deel aan de Olympische Zomerspelen en behaalde hierbij één zilveren medaille.

## Biografie
Cambridge werd geboren in Jamaica uit de relatie van een Jamaicaanse vader en een Japanse moeder. Op 2-jarige leeftijd emigreerde hij met zijn familie naar Japan.
In 2012 nam Cambridge deel aan de WK voor junioren. Samen met Kazuma Oseto, Akiyuki Hashimoto en Kazuki Kanamori behaalde Cambridge de bronzen medaille op de 4x100 meter. Op de Oost-Aziatische Spelen in Tianjin was Cambridge de snelste in de finale van de 200 meter. Samen met Ryota Yamagata, Shōta Iizuka en Kazuma Oseto won Cambridge ook de finale van de 4x100 meter.
In 2016 nam hij deel aan de Olympische Spelen in Rio de Janeiro. Hij kwam uit op zowel de 100 m als de 4 × 100 m estafette. Individueel eindigde Cambridge op de zevende plaats in zijn halve finale waarmee hij zich niet kon kwalificeren voor de finale. Bij het estafettelopen verging het Cambridge wel beter. Het Japanse team kwalificeerde zich in een tijd van 37,68 seconden voor de finale. In de finale behaalde het Japanse team, bestaande uit Shota Iizuka, Yoshihide Kiryu, Ryota Yamagata en Cambridge in een tijd van 37,60 seconden de zilveren medaille.

## Persoonlijke records
Outdoor
| Onderdeel | Prestatie | Datum       | Plaats   |
| --------- | --------- | ----------- | -------- |
| 100 m     | 10,10     | 21 mei 2016 | Kumagaya |
| 200 m     | 20,62     | 9 juni 2013 | Tokio    |

## Palmares

### 100 meter
- 2016: 7e in ½ fin. OS - 10,17 s

### 200 meter
- 2012: 3e in ½ fin. WK junioren - 21,24 s
- 2013:  Oost-Aziatische Spelen - 20,93 s

### 4 × 100 meter
- 2012:  WK junioren - 39,02 s
- 2013:  Oost-Aziatische Spelen - 38,44 s
- 2016:  OS - 37,60 s